# Сао Бернардо до Кампо
Сао Бернардо до Кампо (порт. São Bernardo do Campo) град је у Бразилу у савезној држави Сао Пауло. Према процени из 2007. у граду је живело 781.390 становника.

## Становништво
Према процени из 2007. у граду је живело 781.390 становника.
| 1991.   | 2000.   |
| ------- | ------- |
| 566,893 | 703,177 |

## Партнерски градови
- Маростика